# Jean-Jacques Mounier
Jean-Jacques Mounier   (Lisboa, 12 de juny de 1949) és un judoka francès, ja retirat, que va competir durant les dècades de 1960 i 1970.
El 1972 va prendre part en els Jocs Olímpics d'Estiu de Múnic, on guanyà la medalla de bronze en la prova del pes lleuger del programa de judo.
En el seu palmarès també destaquen quatre medalles al Campionat d'Europa de judo, d'or el 1970, 1971 i 1972 i de bronze el 1969. Guanyà tres campionats nacionals en pes lleuger, el 1971, 1972 i 1973.